# Kamp Longhua
Kamp Longhua, ook bekend als Lunghua Civilian Assembly Center, in Shanghai, China, was een tijdens de Tweede Wereldoorlog door Japan opgezet interneringskamp voor burgers van geallieerde landen. Er waren in deze periode op het vasteland van China alsmede in Hongkong in totaal vijfentwintig van dergelijke Japanse interneringskampen met ongeveer 14.000 geïnterneerden. Twaalf daarvan bevonden zich in Shanghai. Vier van de kampen in Shanghai waren bestemd voor internering van in China werkzame missionarissen en nonnen met een paspoort van een van de geallieerde landen. In China werkzame zendelingen en hun families werden meestal in de kampen met andere burgers geïnterneerd. 

## Achtergrond
Eind 1937 hadden Japanse troepen het deel van Shanghai buiten het internationale concessiegebied bezet. Op 8 december 1941, een dag na de Japanse aanval op Pearl Harbor, werd ook het gebied van de concessies bezet. De privileges die burgers van geallieerde landen hadden in het gebied hadden werden opgeheven. Die burgers werden onder meer verplicht een armband te dragen die hun nationaliteit aangaf. Vanaf eind 1942 werden die burgers geïnterneerd in de uiteindelijk twaalf kampen. Er werd daarbij een uitzondering gemaakt voor chronisch zieken, ouderen en vrouwen die gehuwd waren met een Chinese echtgenoot. Mannen met een Chinese vrouw als echtgenote werden wel geïnterneerd. 

## Het kamp
Het kamp Longhua lag ongeveer vijftien kilometer ten zuidwesten van de toenmalige grens van de stedelijke bebouwing van Shanghai aan de Ming Hong Road en een kilometer westelijk van de rivier de Whampoa. Het daar gevestigde complex bestond vooral uit gebouwen van een voormalige school die omstreeks 1932 gebouwd waren. Bij de inname van Shanghai in 1937 was het complex zwaar beschadigd. Daarna werd het gebruikt als huisvesting voor een regiment van de Japanse cavalerie in Shanghai. Vanaf maart 1943 werden hier mensen geïnterneerd. 
Het was het grootste van alle kampen in Shanghai en omgeving. Het terrein was ongeveer twintig hectare en had een omtrek van ruim 4 kilometer. Gedurende de periode tot de bevrijding in augustus 1945 zouden ongeveer 2000 personen in het kamp gehuisvest worden. Het overgrote deel van de geïnterneerden had de Britse nationaliteit. Er waren daarnaast 39 Belgen, 37 Amerikanen, 32 Australiërs, 24 Canadezen, 17 Nederlanders, 11 Nieuw-Zeelanders, zeven Zuid-Afrikanen, drie Russen en een Noor.   
In meerdere gebouwen waren er in totaal negenenvijftig slaapzalen en honderdzevenentwintig kamers voor families. Er was daarnaast een ziekenboeg met twintig bedden. Longhua was van alle kampen in Shanghai het meest een kamp voor families. Vanaf eind maart 1943 verbleven er ruim driehonderd kinderen in het kamp. Zoals ook in de andere kampen moesten de geïnterneerden zelf herstel- en onderhoudswerkzaamheden verrichten om een minimum aan leefbaarheid te kunnen creëren. Dat vereiste zware lichamelijke arbeid. Na enkele maanden was dat proces voltooid. Er waren daarnaast een aantal groentetuinen aangelegd en een boerderij gerealiseerd met koeien, geiten, varkens en kippen. Alle kinderen onder zes jaar konden dagelijks een kwart liter verse melk ontvangen. De geïnterneerden ontvingen daarnaast maandelijks een voedselpakket via het Zwitserse Rode Kruis. Die organisatie kon de geïnterneerden ook voorzien van Comfort Money op basis van een te ondertekenen promesse om het bedrag na de oorlog terug te betalen, waardoor zij extra voedsel konden kopen. In de kampen in Shanghai werd daarvan maar een gering gebruik gemaakt, maar in de overige kampen in China was dit vaak bittere noodzaak. Longhua kende ook geen interne zwarte markt. Er werden tevens een aantal recreatieve voorzieningen aangelegd, zoals een voetbalveld. 
Vrijwel alle geïnterneerden hebben na de bevrijding in positieve termen over de commandant van het kamp gesproken die binnen de (on)mogelijkheden van de situatie en de omstandigheden over het algemeen hulpvaardig en humaan optrad. 
Er waren wel enkele grote problemen. Een daarvan was de watervoorziening. Er moest dagelijks ongeveer tienduizend liter drinkwater vanuit Shanghai aangevoerd worden en daarna nog een keer gekookt worden. Vanaf het begin was drinkwater sterk gerantsoeneerd. Het kamp lag in een moerasgebied. Malaria kwam in het kamp regelmatig voor en er was onvoldoende kinine om dat te bestrijden. De gebouwen, ook in de enigszins herstelde staat, boden onvoldoende bescherming tegen stortregens en windstoten en in de winter tegen de kou. In de laatste maanden van het bestaan van het kamp werd de voedselsituatie problematisch. Bij de bevrijding had een aanzienlijk deel van de geïnterneerden maag-en darmproblemen. Gedurende de periode van maart 1943 tot aan de bevrijding in augustus 1945 overleden in totaal veertig mensen in het kamp. 
Kamp Longhua kende van alle kampen in Shanghai de meeste vluchtpogingen. Er zijn in totaal acht ontsnappingen bekend, waarvan de meeste succesvol waren. De ontsnapten wisten in die gevallen het niet door Japan bezette deel van China te bereiken.

## In literatuur en film
De auteur J.G. Ballard was op de leeftijd tussen dertien en vijftien jaar een van de geïnterneerden in het kamp. Hij verwerkte zijn ervaringen in zijn roman Empire of the Sun. De daarin beschreven ervaringen in het kamp zijn sterk gefictionaliseerd en hadden ook kritiek van andere voormalige geïnterneerden tot gevolg. Het boek werd door Steven Spielberg verfilmd en onder de gelijknamige titel uitgebracht. 
Alfabetisch op naam.  Indien een kamp meerdere rollen had, staat het in de "hoogste" groep.
Zie ook: Lijst van naziconcentratiekampen · Jappenkampen in Nederlands-Indië · Lijst van jappenkampen